# Gheorghe Popescu
Gheorghe Popescu (Calafat, 1967. október 9. –) román válogatott labdarúgó, hátvéd.

## Pályafutása

### Klubcsapatokban
Pályafutását az Universitatea Craiova csapatában kezdte. hat szezon után kölcsönben a Steaua Bucureștihez került. A Steauaval az 1987–88-as BEK sorozatban az elődöntőig jutott. 1990-ben a holland PSV-hez igazolt, ahol négy szezonon keresztül játszott. 1994-ben a Tottenham Hotspur szerződtette. Az angol csapatnál kevesebb mint egy évig szerepelt és 23 mérkőzésen lépett pályára. 1995-ben a Barcelonahoz írt alá, ahol megkapta a csapatkapitányi karszalagot. Első szezonja végén spanyol kupa és KEK-győztes lett. Két bajnoki idény után távozott és a török Galatasaray lett az új klubja. A török csapatnál négy szezont töltött és ezalatt számos bajnoki illetve kupagyőzelmet szerzett. Az 1999–2000-es UEFA-kupa döntőjében büntetőkkel győzték le az Arsenalt. Az utolsó büntetőt Popescu lőtte be és ezzel a Galatasaray megnyerte a sorozatot. A 2001–2002-es szezonban az olasz Lecce csapatában szerepelt, ahol 28 bajnoki lépett pályára. 2002-ben egy kis időre hazatért a Dinamo Bucureștihez. A 2002–2003-as szezonban a bundesligaban szereplő Hannover 96 játékosa volt és itt is fejezte be játékos pályafutását.

### Válogatottban
A román válogatottban 1988. és 2003 között 115 alkalommal szerepelt a nemzeti csapatban 16 gólt szerzett.
Részt vett az 1996-os és a 2000-es Európa-bajnokságon illetve az 1990-es az 1994-es és az 1998-as világbajnokságon.

## Sikerei, díjai
Steaua București
- Román bajnok (1): 1987–88
- Román kupagyőztes (1): 1987–88

PSV Eindhoven
- Holland bajnok (2): 1990–91, 1991–92
- Johan Cruijff Shield győztese (1): 1992

FC Barcelona
- Spanyol kupagyőztes (1): 1996–97
- Spanyol szuperkupagyőztes (1): 1997
- KEK-győztes (1): 1996–97

Galatasaray SK
- Török bajnok (3): 1997–98, 1998–99, 1999–2000
- Török kupagyőztes (2): 1998–99, 1999–2000
- UEFA-kupa győztes (1): 1999–2000
- UEFA-szuperkupagyőztes (1): 2000

Egyéni
- Az év román labdarúgója (6): 1989, 1990, 1991, 1992, 1995, 1996

## Külső hivatkozások
- Gheorghe Popescu Archiválva 2013. szeptember 27-i dátummal a Wayback Machine-ben – a FIFA.com honlapján
- Gheorghe Popescu – a National-football-teams.com honlapján

| Előző José Mari Bakero | az FC Barcelona csapatkapitánya 1996–1997 | Következő Josep Guardiola |